# Chassalia chartacea
Chassalia chartacea là một loài thực vật có hoa trong họ Thiến thảo. Loài này được Craib mô tả khoa học đầu tiên năm 1931.